# Аспасія
Аспасі́я (грец. Ἀσπασία, Aspasía, «бажана»; бл. 470 — 400 до н.е.) — афінська гетера, що прославилася красою і розумом. Одна з найвідоміших жінок Стародавньої Греції. Справжнє ім'я невідоме. Народилася в Мілеті, Іонія. Донька Аксіоха. Жила в Афінах, належачи до метеків (іногродніх). Коханка, а згодом — дружина афінського державного діяча Перікла (450 до н.е) часів Пелепоннеської війни. Народила від нього сина, Перікла Молодшого. Мала власний салон (за іншими даними — бордель), що став інтелектуальним центром Афін і де збиралися провідні політики, діячі культури і мислителі того часу, такі як Сократ. Деталі її біографії невідомі. Незначні згадки про неї знаходимо у Плутарха, Платона, Арістофана, Ксенофонта та інших. Ряд сучасних істориків сумніваються у історичності такої особи, зважаючи на суперечливість і недостатність джерел. Втім, ці поодинокі згадки проливають світло на роль жінки у грецькому суспільстві V ст. до н.е.

## Ім'я
- Аспасі́я (грец. Ἀσπασία, Aspasía, МФА: [aspaˈsiaː], «бажана») — ім'я, найімовірніше псевдонім, під яким вона відома у античних джерелах.
- Аспазі́я — стара транскрипція грецького імені у ряді російських і українських джерел.
- Аспасі́я Мілетська (англ. Aspasia of Miletos) — ім'я, поширене в англомовній історіографії[4].
- Відома під різними прізвиськами: Омфала, Деніяра, інколи Гера[5]. У комедії Евполіда Аспасія названа зневажливо «шльондрою» (дав.-гр. πόρνη, porne) — повією найнижчого розряду[6]; у комедіях Кратіна — «підлою наложницею» (дав.-гр. παλλαχή χυνώπί, pallachē)[7][8], або «народженою розпустою» (дав.-гр. Κατα υγοσύνη) в комедії «Хірони»[9].

## Біографія

### Походження
Аспасія народилась близько 470 р. до н.е.. Вона походила із грецького міста Мілет в Іонії (нині — Айдин, Туреччина) й була дочкою Аксіоха. Про це пише Плутарх, зазначаючи одностайність у тому античних авторів.
Аспасія належала до стану вільних людей. Проте в деяких античних джерелах, зокрема у Елія Арістіда, стверджується, що вона була мілетською полонянкою з Карії. Сучасні дослідники спростовували це твердження, посилаючись на подальшу біографію гетери: якби Аспасія була невільницею-рабинею, афіняни б не визнали її сина Перікла Молодшого за законного сина і спадкоємця Перікла, і вона не могла б одружитися вдруге з Лісіклом. Припускають, що теза про її карійське походження постала внаслідок наклепу на Астасію, або помилкове ототожнення її із коханкою Кіра Молодшого.
Про батька Аксіоха нічого невідомо. Припускають, що він був багатієм і забезпечив доньці гарну освіту.
Американський дослідник П. Біккнелл, спираючись на епіграфічні джерела IV ст. до н.е., висунув гіпотезу, що Аспасія була родичкою відомого афінського діяча Алківіада. Дід останнього, Алківіад Старший, був вигнаний з Афін до Мілету близько 460 до н.е. і одружився там із донькою якогось Аксіоха. Незабаром вигнанець повернувся до Афін зі своєю дружиною і її молодшою сестрою — Аспасією. Подружжя мало двох синів — Аксіоха, дядька Алківіада, і Аспасія. Дослідник припускав, що Аспасія зустрілася зі своїм майбутнім коханцем і чоловіком Періклом саме завдяки зв'язкам із родиною Алківіадів.

### Життя в Афінах
Сім'я доволі швидко переселилась в Атени, де дівчина швидко здобула авторитет у вищих колах тогочасного суспільства. Вважають, що Аспасія завойовувала прихильність до себе своєю непересічною вродою, дивовижною грацією, вродженим розумом та непересічною освіченістю. З часом її помешкання стало місцем, куди стікались місцеві інтелектуали, талановиті митці, а також впливова та заможна знать. На такі зібрання вельможі нерідко брали із собою і своїх дружин, що здебільшого суперечило тогочасним звичаям. Серед інших її також нерідко навідував і сам Сократ. Невдовзі в дівчину закохався відомий політик, стратег та оратор — Перікл і, покинувши свою першу дружину, одружився з Аспасією (бл. 445 р. до Р. Х.). Варто зазначити, що після цієї події місцеві насмішки не оминули її персони: часто позаочі Аспасію називали Героєм Олімпійця-Перікла, а також Омфалою та Деянірою нового Геркулеса. Окрім цього, вона отримувала чимало звинувачень від політичних противників Перікла. До прикладу, її вважали причиною війни між атенянами та жителями острова Самос. Знаменитий комедіограф Арістофан звинувачував саме Аспасію в початку Пелопоннеської війни, мовляв, що військові дії почалися через викрадення меггарцями деяких із її служниць. Втім, наразі такі закиди видаються безпідставними, адже сучасник тих подій видатний історик Фукідід у своїй праці "Історія Пелопоннеської війни" аніяким чином не згадує ім'я Аспасії. Герміпп, комік та противник Перікла, що боявся відкрито висміювати останнього, у своїх комедіях (бл. 432 р. до Р. Х.) закидав його дружині непошанування богів. Натомість Перікл виступив проти такого наклепу на Аспасію та майстерністю свого слова переконав суддів у протилежному.
По смерті Перікла Аспасія вступила в шлюб з Лісіклом, атенським стратегом та народним вождем, який також був впливовою людиною, однак дуже скоро помер. Про пізніші роки життя Аспасії мало що відомо. Невідомо, наприклад те, чи вона була вона живою, коли її син Перікл Молодший був обраний воєначальником або коли його присудили до страти після поразки. Однак достоту відомо, що її ім'я стало знаменитим і поза межами Греції — сардський цар Кір називав її ім'ям свою фаворитку — фокеянку Мільто.

## Міфологічність особи Аспасії
Образ високоінтелектуальної жінки не був характерним для античної літератури загалом, однак все ж віднаходимо його у славнозвісному "Бенкеті" Платона. Йдеться про жрицю з Мантінеї на ім'я Діотима (грец. Διοτίμα), котра грає у творі чи не найважливішу роль. Саме вона висловлює одну з ключових ідей твору — ідею Платонічної любові. У перекладі з грецької ім'я Діотима (Διοτίμα ← Δίας (Зевс) + τιμή (честь)) означає «честь Зевса» або «та, яку поважає Зевс». Деякі вчені ХІХ — поч. ХХ ст. вважали, що Платон використав саме реальну особу Аспасії, другої дружини Перікла, як прототип своєї героїні Діотими, адже був неабияк вражений її непересічним розумом та кмітливістю. Проти такої гіпотези свідчить діалог Платона «Μενέξενоς» (Menexenos), де Аспасія натомість виступає як героїня під своїм власним іменем. З цього дослідники висновують, що Платон не був схильний використовувати вигадані імена і Діотима — реальна історична особа.

## Аспасія та мистецтво краси.
Аспасія підкорювала чоловіків не тільки розумом, але й красою. Вона не забувала про мистецтво краси. Вона не тільки з успіхом використовувала знання косметології і мистецтва макіяжу на практиці, але і втілила свої знання у ''Трактат про збереження краси'' (у двох частинах), де вказала багато рецептів масок для лиця та волосся, засобів для омолодження та інші засоби для догляду за обличчям та тілом. У жінок ''з благородних'' у Давній Греції не було прийнято малюватись. Саме слово "косметика" має грецьке походження і означає мистецтво оздоблення і прикрашання. В щоденному догляді знатних дам були: масаж, догляд за волоссям, протирання пахощами, які привозили з Азії. Догляд в ті часи здійснювався переважно з допомогою природних засобів — оливкової олії, морської солі, найрізноманітніших трав. Якомога світлішого кольору шкіри гречанки досягали завдяки молоку, попелу букового дерева, милу з козячого жиру. Жінки використовували чорну та блакитну фарби для макіяжу очей, рум'янили щоки кармином та наносили пурпур на нігті. Але ''бойове розфарбування'' лиця вважалось поганим тоном і не допускалось. Однак не виключено, що благородні жінки таємно використовували косметологічні поради Аспасії.

## Сім'я
- Батько: Аксіох (? — ?)
- 1-й чоловік: Перікл
  - Син: Перікл Молодший
- 2-й чоловік: Лісікл

## Оцінки

### Плутарх
- ...вона мала вплив на найчільніших державних діячів і домоглася того, що навіть філософи не скупилися на похвали для неї[2].
- .... Що стосується Аспасії, то Перікл, як твердить дехто, відчув до неї потяг як до жінки розумної і тямкої в державних справах. Та й Сократ вряди-годи навідувався до неї разом із своїми друзями, а його знайомі приводили до Аспасії своїх дружин, щоб узяти участь у розмові з нею, хоч керувала вона закладом, що мав непристойну славу: вона-бо утримувала дівчат легкої поведінки. Есхін пише, що Лісікл, торговець худобою, людина низького походження й нікчемної вдачі, став першою особою в Афінах, тому що жив з Аспасією після смерті Перікла. У творі Платона «Менексен», хоч його початок написаний у жартівливому тоні, міститься зерно правди, а саме: ця жінка славилась тим, що багато людей в Афінах прагнули її товариства заради її ораторського хисту.[16].

## У культурі

### Відеоігри
- Assassin's Creed Odyssey (2018)

### Мистецтво

Аспасія
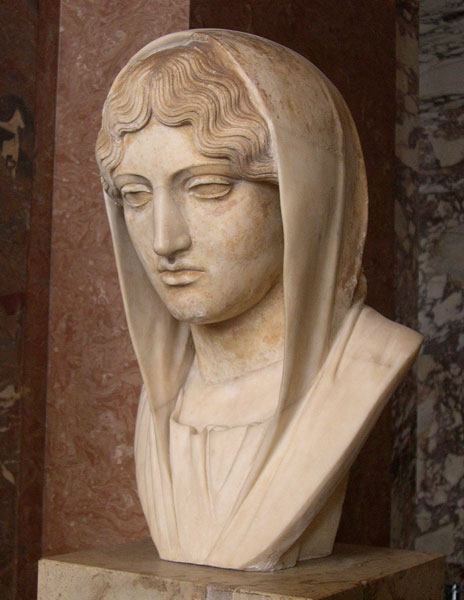
Афродіта (Аспасія) ІІ ст. н.е.
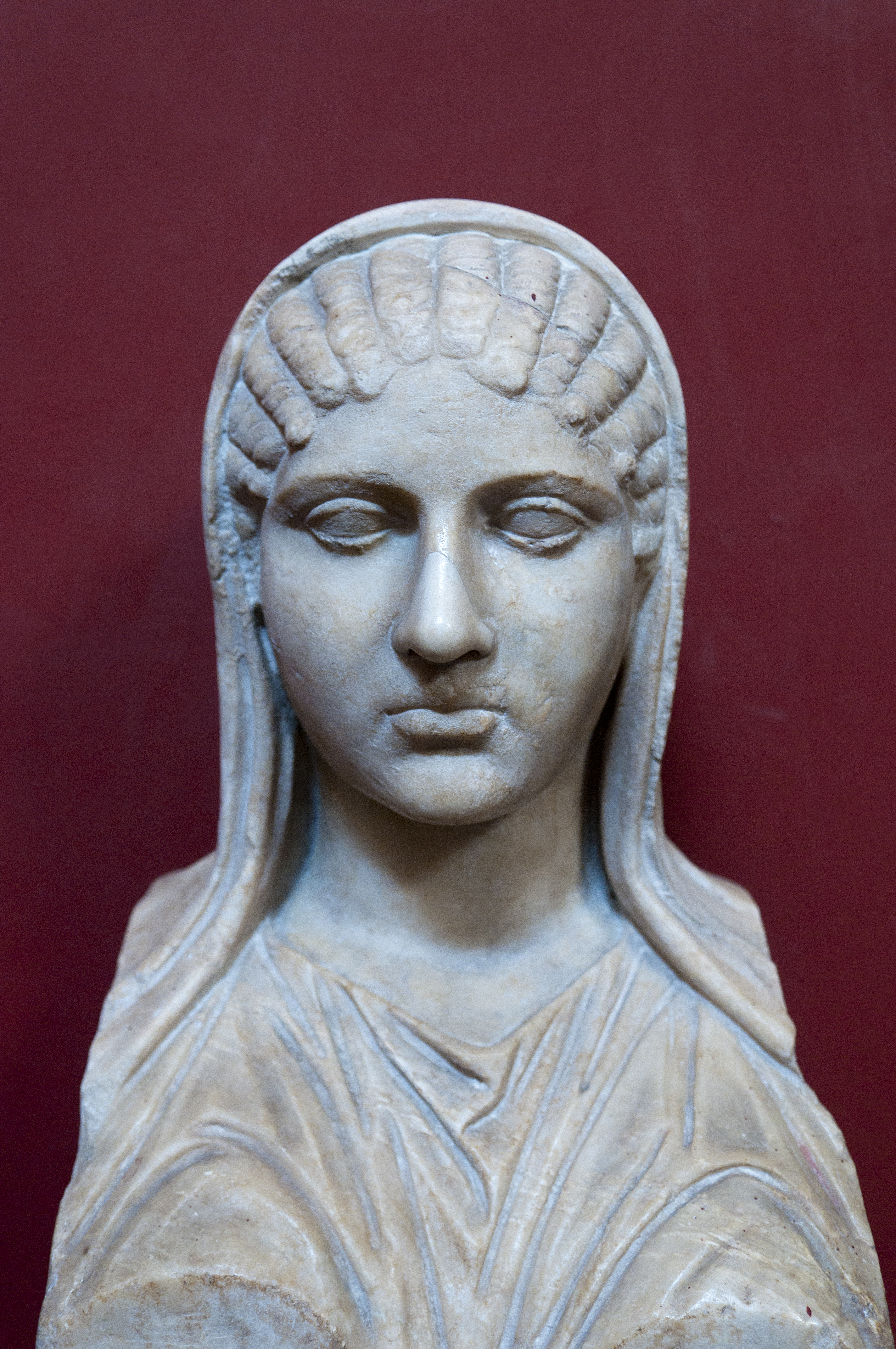
Аспасія копія римських часів
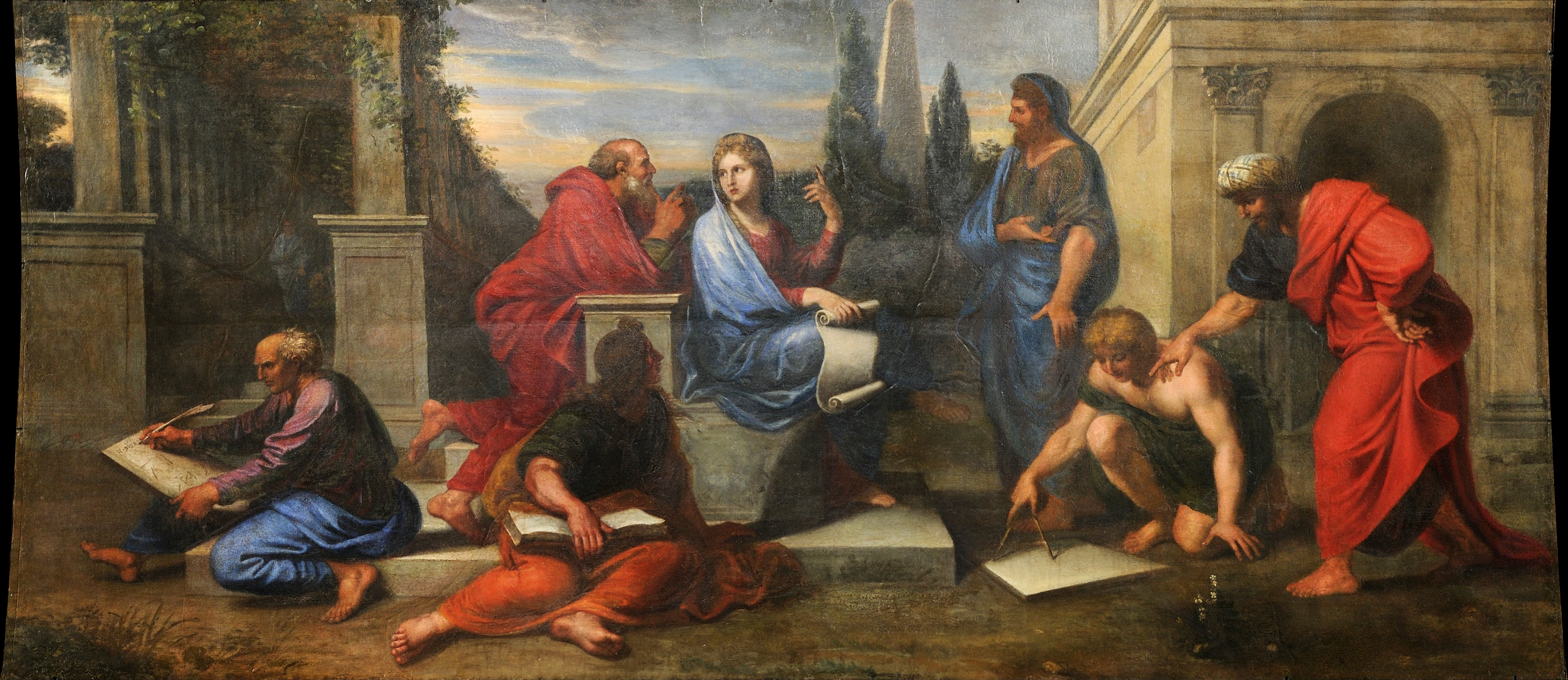
Аспасія з філософами 1670-ті, Корнелій Молодший
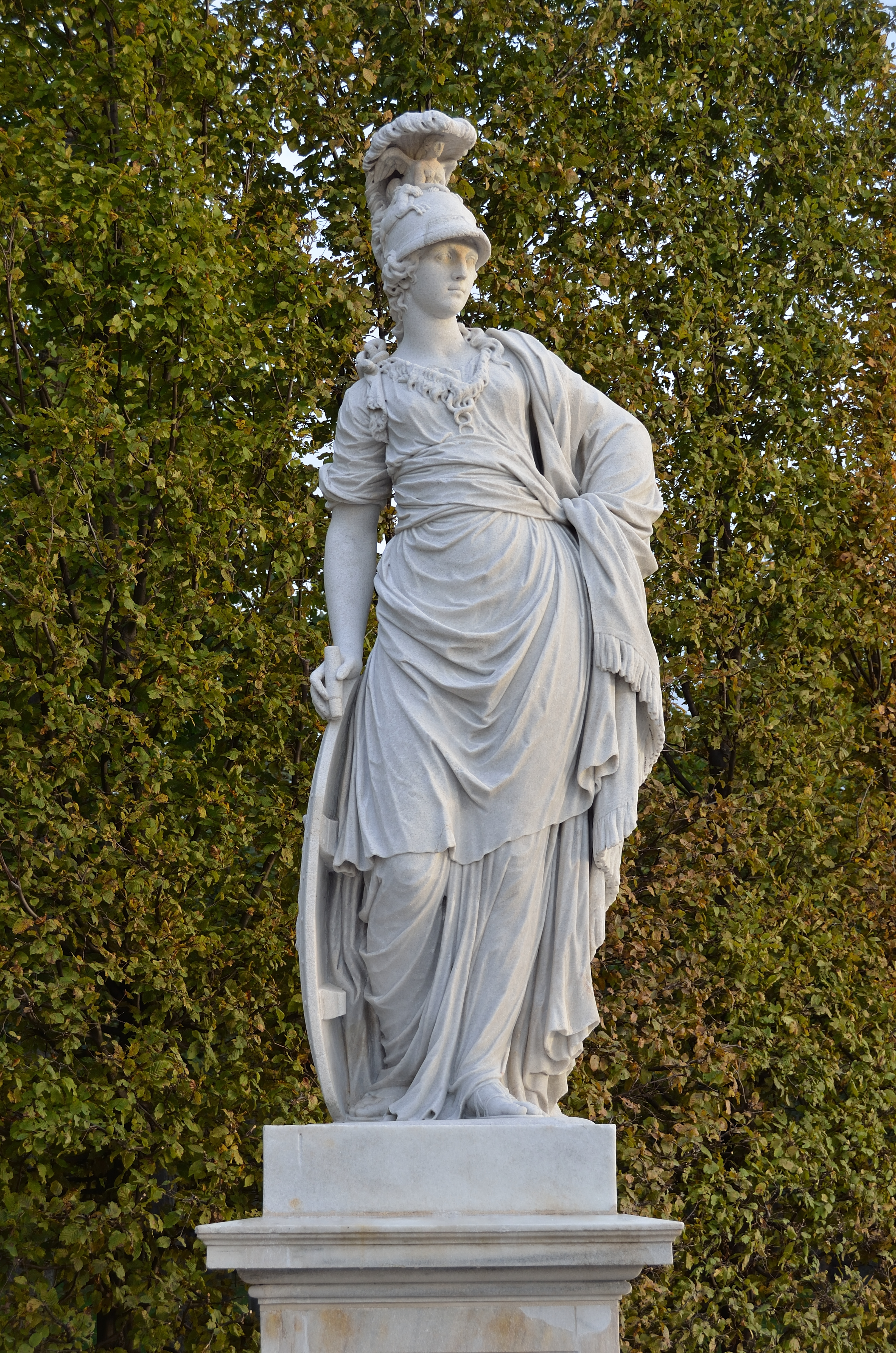
Аспасія 1780, Беєр
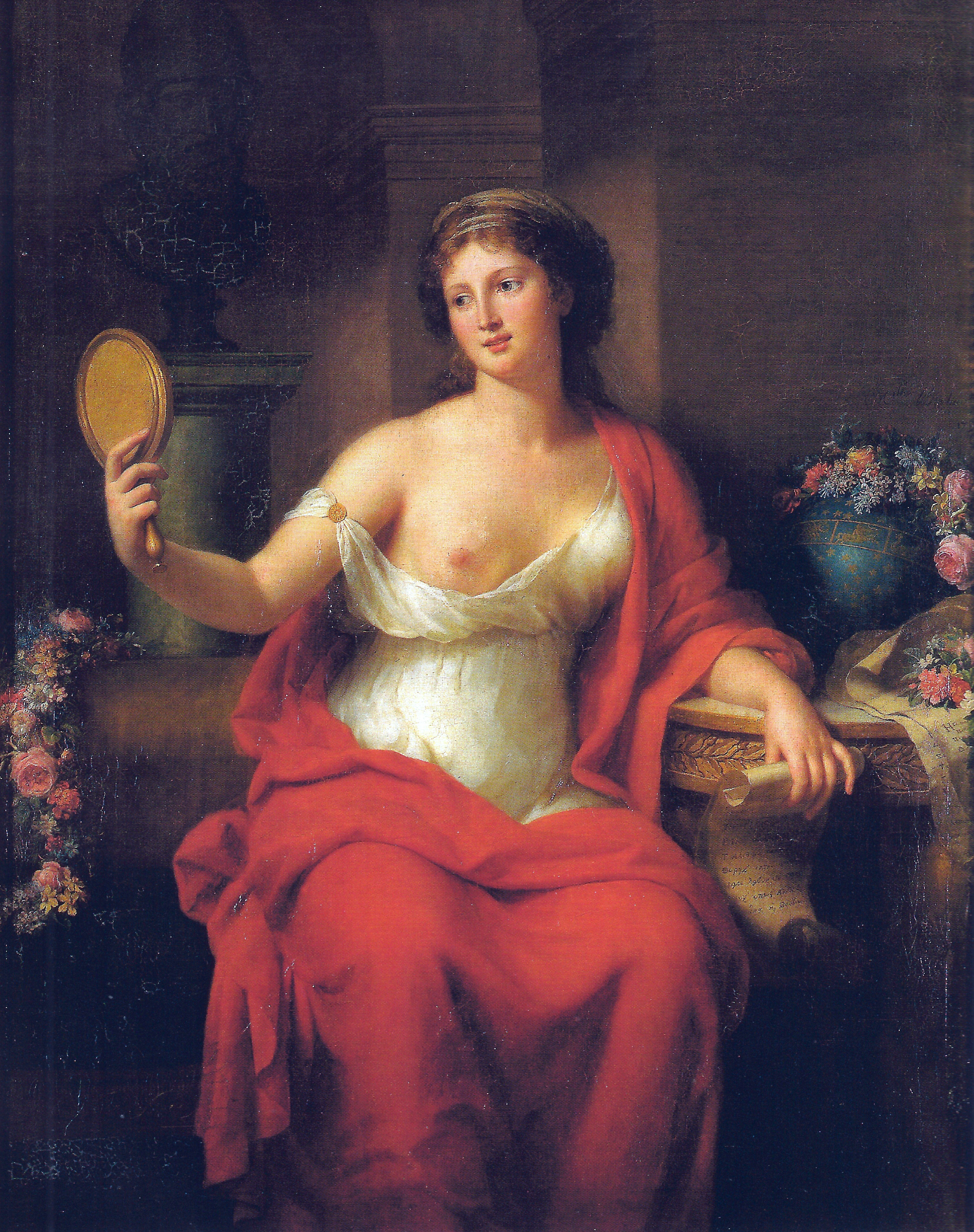
Аспасія 1794, Буліар
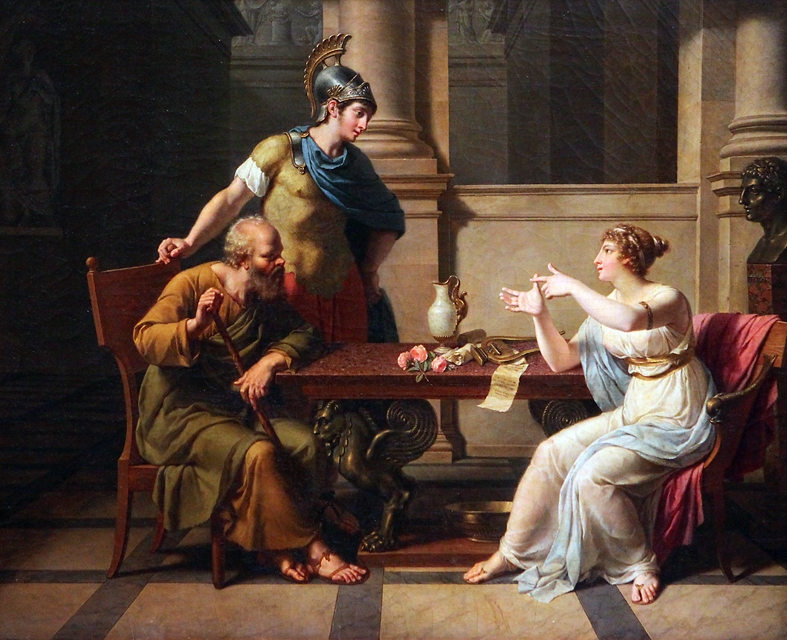
Аспасія і Сократ 1800, Монсіо
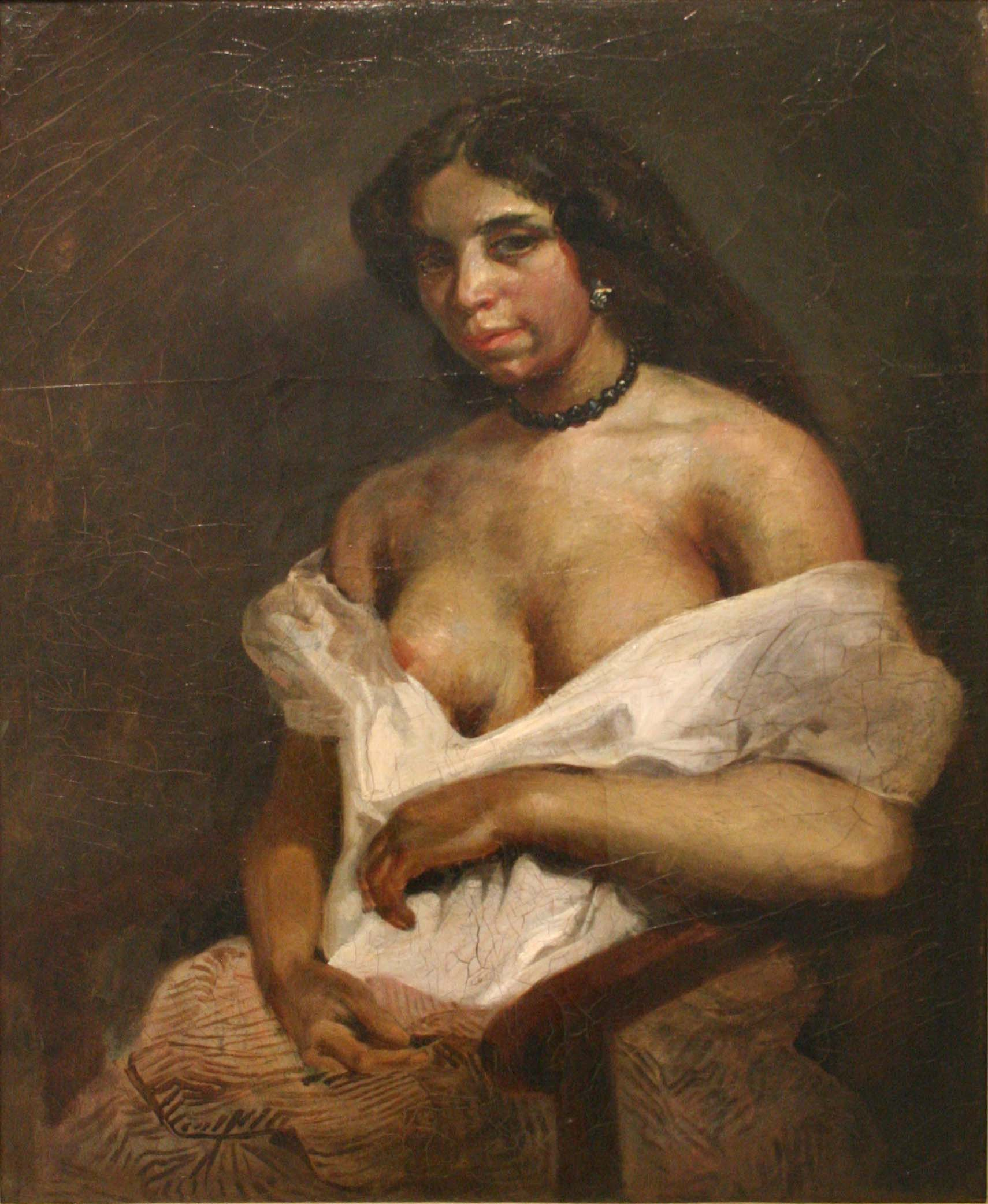
Аспасія 1824, Делакруа
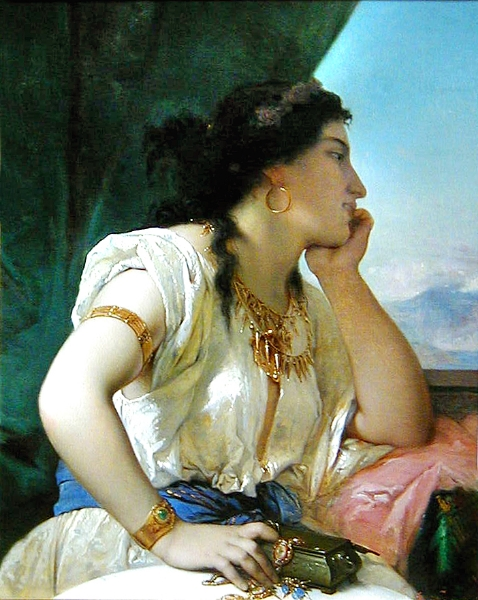
Аспасія 1840, Куман
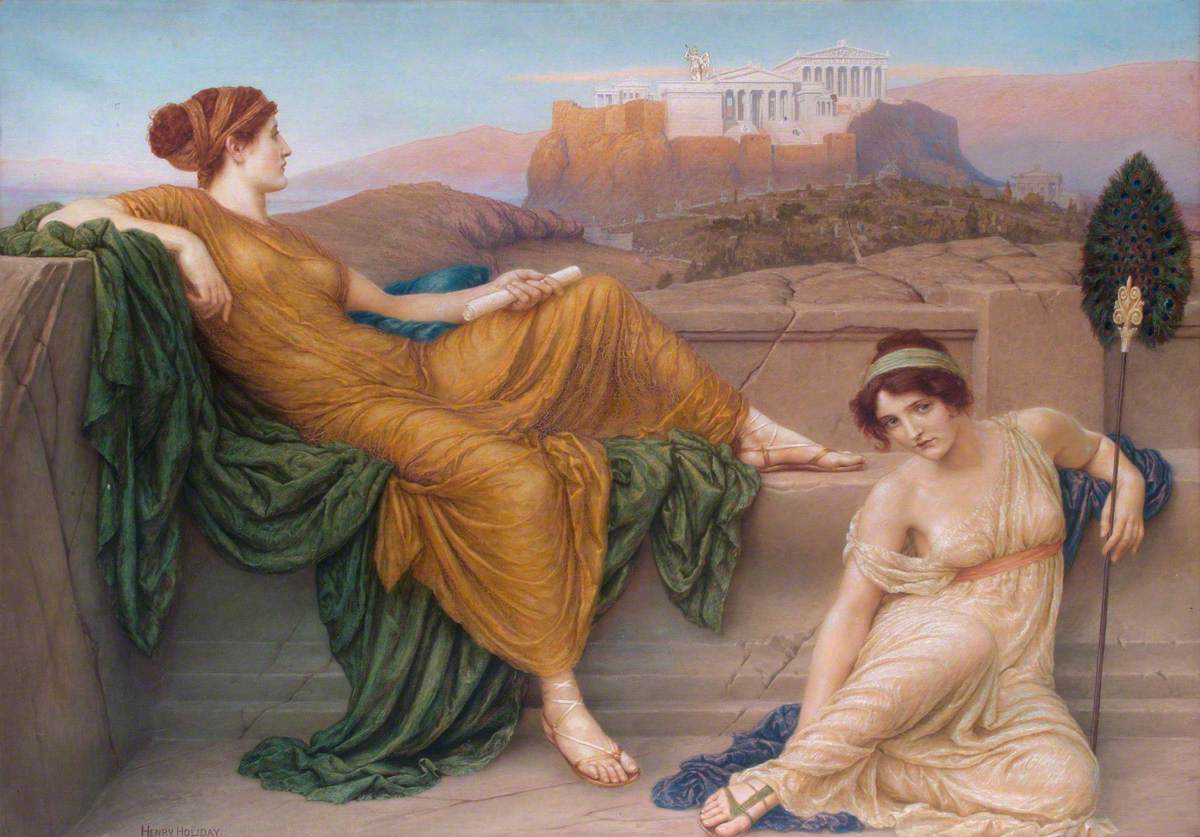
Аспасія на Пніксі 1888, Холідей
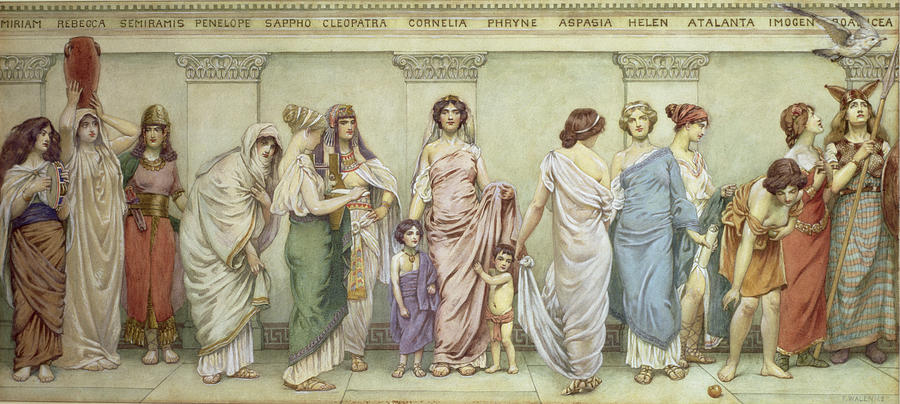
Видатні жінки античності до 1939, Вален

### В музиці
- Андре Гретрі

опера "Аспасія"

### Монографії. Статті.
- Українська радянська енциклопедія : у 12 т. / гол. ред. М. П. Бажан ; редкол.: О. К. Антонов та ін. — 2-ге вид. — К. : Головна редакція УРЕ, 1974–1985.
- Кравчук, А. Перикл и Аспазия. Издательство: Москва: Наука, 1991.
- Atherton, Gertrude. The Immortal Marriage. Kessinger Publishing, 2004.
- Becq de Fouquières, Louis. Aspasie de Milet (in French). Didier, 1872.
- Bicknell, Peter J. Axiochus Alkibiadou, Aspasia and Aspasios [Архівовано 7 вересня 2021 у Wayback Machine.] // L'Antiquité Classique, 1982, № 51 (3), p. 240–250.
- Cozzi, Cecilia. Aspasia, storia di una donna. David and Matthaus, 2014.
- Davies, J. K. Athenian Propertied Families, 600-300 B.C. New York: Oxford University Press, 1971.
- Hamerling, Louis. Aspasia: a Romance of Art and Love in Ancient Hellas. Geo. Gottsberger Peck, 1893.
- Henry, Madeleine M. Prisoner of History. Aspasia of Miletus and her Biographical Tradition. Oxford University Press, 1995.
- Nails, Debra. The People of Plato: A Prosopography of Plato and Other Socratics. Princeton University Press, 2000.
- Savage Landor, Walter. Pericles And Aspasia. Kessinger Publishing, 2004.
- Wider, Kathleen. Women philosophers in the Ancient Greek World: Donning the Mantle // Hypatia. 1 (1), 1986, p. 21–62.

### Словники
- Аспазия [Архівовано 7 вересня 2021 у Wayback Machine.] // Энциклопедический словарь Брокгауза. Санкт-Петербург, 1890, Т. 2, С. 299–300.
- Aspasia // Encyclopædia Britannica (11th ed.). Cambridge University Press, 1911.
- Любкер, Ф. Aspasia // Реальный словарь классических древностей по Любкеру. Санкт-Петербург, 1885, С. 169–170.